# Tommy Elphick
Tommy Elphick, né le 7 septembre 1987 à Brighton, est un footballeur anglais qui évolue au poste de défenseur.

## Biographie
Le 29 janvier 2018, Tommy Elphick est prêté au Reading FC jusqu'à la fin de la saison.
Le 15 juin 2019, Huddersfield Town annonce la signature de Tommy Elphick, qui est en fin de contrat avec Aston Villa le 1er juillet suivant.

## Palmarès

### En club
AFC Bournemouth
- Champion d'Angleterre de deuxième division en 2015.